# Irski nogomet
Irski nogomet (eng. Gaelic football; irs. Peil, Peil Ghaelach ili Caid) - vrsta nogometa koji se najviše igra u Irskoj. To je, zajedno s hurlingom, po broju gledatelja jedan od dva najpopularnija športa u Republici Irskoj.
Irski nogomet se igra između dvije momčadi od po 15 igrača na pravokutnom travnatom terenu s golovima u obliku slova H na dva kraja. Glavni cilj je postići pogodak tako što se lopta šutne nogom ili ubaci rukom kroz gol. Momčad s većim brojem pogodaka na kraju utakmice pobjeđuje. Igrači prenose loptu po terenu kombinacijom nošenja, tapkanja (igrač ispusti loptu koju u padu stopalom šutne natrag u ruke), šutiranja i dodavanja rukom svojim suigračima.
Statistike pokazuju da ovaj šport u posljednje vrijeme privlači značajno više gledatelja nego bilo koji drugi šport u Republici Irskoj; Podaci Instituta za gospodarska i socijalna istraživanja iz 2005., pokazuju da irski nogomet privlači 34% ukupnih posjetitelja na športskim događajima u Irskoj, dok sljedeći najpopularniji šport, hurling, privlači 23%.
Irski nogomet je jedna od četiri irske igre kojima upravlja Irski atletski savez, najveća športska organizacija u Irskoj s više od 800,000 članova. Ima stroga pravila o amaterskom sportu, a vrhunac natjecanja je međuokružno sveirsko nogometno finale. Vjeruje se, da ovaj šport potječe od starog irskog nogometa po imenu kaide, koji potječe iz srednjeg vijeka, iako moderna pravila potječu iz 1886. godine.
Irski nogomet se igra i u zemljama izvan Irske. Međunarodna popularnost ovog športa raste. Momčadi iz Londona i New Yorka natječu se u Sveirskom seniorskom nogometnom prvenstvu, najvišem rangu natjecanja.

## Igralište i uvjeti
Igralište za ovaj nogomet je pravokutnog oblika 130-140 m dužine i 80-90 m širine, odnosno 160*100 jardi. Igralište je podijeljeno na dvije polovice, a svaka od njih s tri vodoravne linije na 13, 20 i 45 metara od poprečnih linija igrališta na kojima se nalaze golovi. Gol je sastavljen od dvije stative visoke 5 m i prečke duge 6,5 m na visini od 2,5 metra. Iza donjeg dijela gola nalazi se mreža duboka 3,66 metara. Lopta je okrugla, obujma 69-73,5 cm, a težine od 368-425 grama. Igrači smiju hvatati loptu, prebacivati je iz ruke u ruku, udarati je šakom ili je šutirati nogom. Cilj igre je postići što više bodova. Ako lopta prođe kroz gol ispod prečke svaki takav pogodak donosi tri boda, a ako prođe iznad prečke pogodak vrijedi jedan bod. Tri prebačaja iznad prečke vrijede jedan gol odnosno tri boda. U prostoru pred golom, lopta se smije igrati samo nogom.
Igra traje 60 minuta, a odmor u poluvremenu 10 minuta. Poslije odmora mijenjaju se strane igrališta. Igra počinje izbacivanjem lopte iz vratarevog prostora, a protivnički igrači moraju biti udaljeni iza linije na 19,20 metara od gola (21 jard). Poslije postignutog pogotka lopta se izbacuje u igru s crte 19,20 m. Za svaki prekršaj dosuđuje se slobodan udarac, a sudac određuje mjesto izvođenja. Kazneni udarac dosuđuje se za prekršaj u vratarskom prostoru, a izvodi se s crte 12,80 m od gola (14 jardi).
Prva javna utakmica u ovom nogometu odigrana je 1527. godine u Dublinu, a prva pravila su napisana tek 1884., kada je osnovan savez "Gaeletic Athletic Association". Od 1931., održavaju se prvenstva Irske (All-Ireland championships), čiji se pobjednik svake godine natječe s pobjedničkom ekipom iz SAD-a. Igra je popularna i u Južnoafričkoj Republici i Australiji.